# Джейлин Фокс
Джейлин Фокс (на английски: Jaelyn Fox) е артистичен псевдоним на американската порнографска актриса Джена Хигинботъм (Jenna Higginbotham), родена на 18 февруари 1989 г. в Лас Вегас, щата Невада, САЩ.

## Награди и номинации
- 2009: Номинация за AVN награда за най-добра нова звезда.[3]